# محمدآباد (آباده)
محمدآباد (آباده)، روستایی از توابع بخش مرکزی شهرستان آباده در استان فارس ایران است.زبان بیشتر مردم روستا لری است و شغل مردم این روستا کشاورزی، دامداری، باغداری است؛ از تفریحگاه های این روستا می‌توان به چشمه گرعلی و امام زاده زیدابن علی اشاره کرد. 
این روستادر همجواری شهرستان اقلید قرار دارد و در سال 1384 این روستا و روستا های خسروشیرین و فتح آباد از شهرستان اقلید جدا و به شهرستان آباده ملحق شد 
روستای محمد آباد در کنار آزاد راه اصفهان_شیراز قرار دارد   

## جمعیت
این روستا در دهستان خسروشیرین قرار دارد و بر اساس سرشماری مرکز آمار ایران در سال ۱۳۹۵، جمعیت آن  ۱۴۷۰ نفر (۲۵۰ خانوار) بوده‌است. 